# Lu Yen-hsun
Lu Yen-hsun, chin. upr. 卢彦勋, chin. trad. 盧彥勳, pinyin Lú Yànxūn (ur. 14 sierpnia 1983 w Taoyuan) – tajwański tenisista, reprezentant w Pucharze Davisa, olimpijczyk.

## Kariera tenisowa
Lu Yen-hsun karierę zawodową rozpoczął w 2001 roku.
W grze pojedynczej wielokrotnie wygrywał turnieje z serii ATP Challenger Tour i ITF Futures. W zawodach rangi ATP World Tour awansował do 1 finału. W rozgrywkach wielkoszlemowych najlepszym wynikiem Tajwańczyka jest ćwierćfinał Wimbledonu z 2010 roku, gdzie po drodze wyeliminował m.in. Andy’ego Roddicka. Mecz o półfinał przegrał z Novakiem Đokoviciem.
W deblu ma w swoim dorobku 3 wygrane turnieje o randze ATP World Tour, w Ćennaju w roku 2005 i 2015 oraz w 2012 roku w Bangkoku. W Ćennaju zwyciężył w parze z Rainerem Schüttlerem, a później z Jonathanem Marrayem, w Bangkoku z Danaim Udomchokem. Ponadto grał w 3 finałach tych rozgrywek.
Lu Yen-hsun jest multimedalistą igrzysk azjatyckich. Zdobył 2 złote medale, 1 srebrny i 2 brązowe. 2 medale Tajwańczyk wywalczył również na uniwersjadzie, złoty i brązowy.
Na igrzyskach olimpijskich startował 3 razy, za każdym razem wyłącznie w grze pojedynczej. Najdalej doszedł do 3 rundy w 2008 roku w Pekinie.
W rankingu gry pojedynczej Lu Yen-hsun najwyżej był na 33. miejscu (1 listopada 2010), a w klasyfikacji gry podwójnej na 86. pozycji (31 stycznia 2005).

### Finały w turniejach ATP World Tour
| Legenda                                      |
| -------------------------------------------- |
| Wielki Szlem                                 |
| Igrzyska olimpijskie                         |
| Tennis Masters Cup / ATP Finals              |
| ATP Masters Series / ATP Tour Masters 1000   |
| ATP International Series Gold / ATP Tour 500 |
| ATP International Series / ATP Tour 250      |

#### Gra pojedyncza (0–1)
| Końcowy wynik | Nr | Data             | Turniej  | Nawierzchnia | Przeciwnik | Wynik finału   |
| ------------- | -- | ---------------- | -------- | ------------ | ---------- | -------------- |
| Finalista     | 1. | 11 stycznia 2014 | Auckland | Twarda       | John Isner | 6:7(4), 6:7(7) |

#### Gra podwójna (3–3)
| Końcowy wynik | Nr | Data             | Turniej | Nawierzchnia  | Partner          | Przeciwnicy                        | Wynik finału      |
| ------------- | -- | ---------------- | ------- | ------------- | ---------------- | ---------------------------------- | ----------------- |
| Zwycięzca     | 1. | 9 stycznia 2005  | Ćennaj  | Twarda        | Rainer Schüttler | Mahesh Bhupathi Jonas Björkman     | 7:5, 4:6, 7:6(4)  |
| Finalista     | 1. | 16 września 2007 | Pekin   | Twarda        | Chris Haggard    | Rik de Voest Ashley Fisher         | 7:6(3), 0:6, 6–10 |
| Finalista     | 2. | 10 stycznia 2010 | Ćennaj  | Twarda        | Janko Tipsarević | Marcel Granollers Santiago Ventura | 5:7, 2:6          |
| Zwycięzca     | 2. | 30 września 2012 | Bangkok | Twarda (hala) | Danai Udomchoke  | Eric Butorac Paul Hanley           | 6:3, 6:4          |
| Zwycięzca     | 3. | 11 stycznia 2015 | Ćennaj  | Twarda        | Jonathan Marray  | Raven Klaasen Leander Paes         | 6:3, 7:6(4)       |
| Finalista     | 3. | 23 maja 2015     | Genewa  | Ceglana       | Raven Klaasen    | Juan Sebastián Cabal Robert Farah  | 5:7, 6:4, 7–10    |